# کوژنگووکا دوژا
کوژنگووکا دوژا (به لهستانی:  Korzeniówka Duża) یک روستا در لهستان است که در گمینا شمیاتچه واقع شده‌است.
 کوژنگووکا دوژا  ۱۲۰ نفر جمعیت دارد.